# Saíra-negaça
Saíra-negaça (nome científico: Ixothraupis punctata) é uma espécie de ave passeriforme da família Thraupidae.
É encontrada no Brasil, Venezuela, Equador, Guiana, Guiana Francesa, Suriname, Peru e Bolívia.